# David Malone
David Malone (Dublín, 18 de septiembre de 1977) es un nadador y medallista paralímpico irlandés. Participó en cuatro Juegos Paralímpicos consecutivos, a partir de los de Atlanta 1996. Ganó el oro en los Sídney 2000 y mantuvo el récord mundial de 100 metros espalda durante diez años. Se retiró de la competencia en 2008. Actualmente es el director de rendimiento de los Juegos Paralímpicos de Irlanda.

## Biografía
Malone es de Dublín. Nació con artrogriposis. Su pierna derecha fue amputada por debajo de la rodilla cuando tenía siete años y la izquierda fue amputada por encima del tobillo al año siguiente. Practicó fútbol y ciclismo cuando era joven. Comenzó a nadar en la piscina local y se sintió cohibido por colocar sus piernas artificiales al lado de la piscina antes de nadar. Se dio cuenta de que los otros nadadores lo apoyaban y comenzó a nadar competitivamente. Participó en una competencia multideportiva cuando tenía 15 años y ganó cinco de los seis eventos en los que compitió.

## Carrera
Participó en el Campeonato Mundial de Natación IPC de 1994 en Malta. Ganó una medalla de bronce en el evento S9 de 100 m estilo espalda y también compitió en estilo libre S9 de 100 m y SM9 de 200 m individual.

### Paralímpicos de 1996
Malone participó en cuatro Juegos Paralímpicos consecutivos, comenzando con los Juegos Paralímpicos de 1996 en Atlanta, Georgia. Compitió en estilo espalda S9 de 100 metros y ganó una medalla de plata. Ganó la medalla de oro en los Campeonatos de Europa de 1997 y 1999. Obtuvo la presea de oro en el evento de la clase S8 de 100 metros espalda en el Campeonato Mundial de Natación IPC 1998 en Christchurch.  Estableció el récord mundial de espalda de 100 metros S8 en 1998 con un tiempo de 1: 09.28, que se mantuvo durante diez años.

### Paralímpicos 2000
En sus segundos Juegos Paralímpicos en Sídney compitió en el evento de la clase S8 de 50 metros espalda, SM8 de 200 metros y S8 de 100 metros espalda. En este último evento terminó empatando con Holger Kimmig con un tiempo de 1: 09.90. Ambos recibieron una medalla de oro. Después de los Juegos, entrenó menos y se centró en otros aspectos de su vida. El mismo año ganó medallas de oro en el Campeonato Mundial y el Campeonato de Europa. En 2001 ganó una medalla de plata en el Campeonato de Europa, terminando detrás de Kimmig. Compitió en el Campeonato Mundial de Natación IPC 2002 y ganó una medalla de bronce en estilo espalda, clase S8 de 100 metros.

### Paralímpicos de 2004
Compitió en el evento S8 de 100 metros espalda en los Juegos Paralímpicos de 2004 en Atenas. Obtuvo su segunda medalla de plata con un tiempo de 1: 12.55, terminando dos segundos por detrás del estadounidense Travis Mohr.

### Paralímpicos de 2008
Participó en la competencia de 100 m estilo espalda en los Juegos Paralímpicos de 2008 (clasificación S8). Terminó quinto en su serie y décimo en general, con un tiempo de 1: 16.80. Aunque fue su mejor momento de la temporada, no calificó para la eliminatoria final. Se retiró de la natación competitiva después de la conclusión de los Juegos.

## Carrera post-natación
Trabajó para el equipo paralímpico de Irlanda después de retirarse de la natación. En julio de 2009, comenzó como jefe de natación paralímpica de Irlanda. Se convirtió en el director de rendimiento  en 2015. Más tarde, se desempeñó como líder operativo de su departamento deportivo.
En 2013, fue incluido en el Salón de la Fama de Nado de Irland. Fue la primera persona en ingresar al Salón de la Fama del Deporte Paralímpico Irlandés. Swim Ireland lo premió como Entrenador de rendimiento del año en Para and Diving en 2019.